# Miquel Cazaña
Miquel Cazaña Llagostera (Barcelona, 1980) es un ilustrador y pintor español, nieto de la pintora paisajista Carmen Gandía (Barcelona, 1923-Olot, 2001).

## Trayectoria
Después de titularse en ilustración en la Escuela Massana con una Matrícula de Honor, comenzó a colaborar con la editorial Cruïlla - Grupo SM con ilustraciones para libros juveniles y novelas de la colección El Barco de Vapor. Desde entonces ha adaptado la ilustración a soportes variados: desde cartas de menús hasta portadas de discos o cubiertas de libros. Algunos de sus trabajos como ilustrador son la novela gráfica De Barcelona al Món, un cuaderno de viaje sobre la inmigración en Barcelona por el que obtuvo la Matrícula de Honor en la Escuela Massana, y el álbum ilustrado MÍRIAM. De somiatruites a rodamón realizado con la narradora oral Ruth Rodríguez Queralt.
Como pintor, a menudo ha realizado sus exposiciones a partir de viajes. Fruto de sus viajes a Marruecos y a la India son las exposiciones Homenaje a Marruecos, expuesta en los hoteles de la Cadena Eurostars y en El Corte Inglés, o la exposición Homenaje a la Índia, expuesta en 2014 en la Academia de Bellas Artes de Sabadell. Otras exposiciones del autor son Pintando la música (2011), MÍRIAM. De somiatruites a rodamón (2013), Impresiones de Danza o Conversaciones con la luz (2015).

## Libros ilustrados
| Año  | Título                                                       | ISBN              | Editorial                          | Otros                                                                                             |
| ---- | ------------------------------------------------------------ | ----------------- | ---------------------------------- | ------------------------------------------------------------------------------------------------- |
| 2006 | La llegenda del Rei Errant                                   | 84-661-1388-6     | Cruïlla / Grupo SM                 |                                                                                                   |
| 2006 | Llengua i Literatura Catalana 1er ESO                        | 978-84-661-1600-8 | Cruïlla / Grupo SM                 |                                                                                                   |
| 2007 | De Barcelona al Món                                          | 84-933221-3-X     | Tabelaria Edicions                 | Novela gráfica sobre la inmigración con textos de Pau Mota                                        |
| 2012 | El concepto de personaje en la línea de Antonio Blay         | 9788492497102     | Editorial Manuscritos              | Libro de Jordi Sapés sobre autorrealización                                                       |
| 2013 | MÍRIAM. De somiatruites a rodamón                            | 9788486469443     | Pol·len Edicions                   | Álbum ilustrado con textos de Ruth Rodríguez Queralt                                              |
| 2015 | Llengua i Literatura Catalana 1er ESO                        | 978-84-479-2788-3 | Baula / Grupo Editorial Luis Vives |                                                                                                   |
| 2015 | El comú català. La història dels que no surten a la història | 978-84-608-3126-6 | Potlatch Ed.                       | Ilustración de portada y contraportada. Libro de David Algarra Bascón sobre historia desde abajo. |